# ریما سن جوزپه
ریما سن جوزپه (به ایتالیایی: Rima San Giuseppe) یک کومونه در ایتالیا است که در استان ورسلی واقع شده‌است.

## خصوصیات
ریما سن جوزپه ۳۶٫۲ کیلومترمربع مساحت و ۶۹ نفر جمعیت دارد و ۹۷۵ متر بالاتر از سطح دریا واقع شده‌است.